# Cantón de Avize
El cantón de Avize era una división administrativa francesa, que estaba situada en el departamento de Marne y la región de Champaña-Ardenas.

## Composición
El cantón estaba formado por dieciocho comunas:
- Avize
- Brugny-Vaudancourt
- Chavot-Courcourt
- Cramant
- Cuis
- Flavigny
- Gionges
- Grauves
- Le Mesnil-sur-Oger
- Les Istres-et-Bury
- Mancy
- Monthelon
- Morangis
- Moslins
- Oger
- Oiry
- Plivot
- Villers-aux-Bois

## Supresión del cantón de Avize
En aplicación del Decreto n.º 2014-208 de 21 de febrero de 2014, el cantón de Avize fue suprimido el 22 de marzo de 2015 y sus 18 comunas pasaron a formar parte; trece del nuevo cantón de Épernay-2 y cinco del nuevo cantón de Vertus-Llanura de Champaña.